# Уайзман, Кевин
Ке́вин Уа́йзман (англ. Kevin Weisman, род. 29 декабря 1970, Лос-Анджелес) — американский театральный, телевизионный и киноактёр. Наиболее известен по роли Маршалла Флинкмана в телесериале «Шпионка».

## Ранняя жизнь и образование
Уайзман родился в еврейской семье в Лос-Анджелесе, штат Калифорния. Он начал играть на сцене в юном возрасте, участвуя в театральных фестивалях в Лос-Анджелесе и его пригородах. Он получил степень бакалавра искусств в престижной Школе театра, кино и телевидения Калифорнийского университета в Лос-Анджелесе в 1993 году, а также учился в нью-йоркской театральной школе «Круг». Будучи членом театральной труппы «Буффало», Уайзман играл более чем в пятнадцати отмеченных наградами шоу в Лос-Анджелесе.

## Карьера

### Телевидение
Кроме роли Маршалла Флинкмана в основном составе телесериала «Шпионка» (2001–2006), который выходил в эфир в течение пяти сезонов на телеканале ABC, Уайзман играл одну из главных ролей в телесериале HBO «Давай знакомиться» (Кайвс; 2013). Также он играл второстепенные роли в таких телесериалах, как «Город пришельцев» (Ларри; 1999–2000), «Фелисити» (Эрл; 2000) «Баффи — истребительница вампиров» (Дрег; 2000–2001), «Лунный свет» (Стив Бальфур; 2007), «Пробуждение» (Эд Хокинс; 2012), «Восприятие» (Тодд Эрлих; 2013), «Чёрный список» (доктор Джеффри Мэйнард; 2015) и «Скорпион» (Рэй Спивак; 2015–2016). Он снялся в нескольких телевизионных фильмах, среди которых «Робинзоны из Беверли-Хиллз» (1997) и «Давай знакомиться: Фильм» (2014), а также видео «Космические друзья» (2009).
Имя Уайзмана появилось в титрах множества телесериалов, в которых он появился как приглашённый актёр: «Фрейзер» ("Kisses Sweeter Than Wine"; 1995), «Журнал мод» ("The Experiment"; 1997), «Скорая помощь» ("Exodus"; 1998), «Военно-юридическая служба» ("The Adversaries"; 1999), «Притворщик» ("Meltdown"; 2000), «Секретные материалы» (2000; "Je Souhaite"), «Зачарованные» ("Sin Francisco"; 2001), «Два парня и девушка» ("An Eye for a Finger"; 2001), «Говорящая с призраками» ("The Ghost Within"; 2006), «Чак» ("Chuck Versus the Truth"; 2007), «C.S.I.: Место преступления Нью-Йорк» ("The Box"; 2008), «4исла» ("Jacked"; 2009), «Забытые» ("Double Doe"; 2010), «C.S.I.: Место преступления Майами» ("Meltdown"; 2010), «Больница Майами» ("Man on the Road"; 2010), «Грань» ("6955 kHz"; 2010), «C.S.I.: Место преступления» ("Man Up"; 2011), «Болота» ("Welcome to Gibtown"; 2011), «Посредник Кейт» ("Shine a light"; 2012), «Лучше звоните Солу» ("Hero"; 2015), «Королевство» ("New Money"; 2015) и другие.

### Кино
Кевин Уайзман снялся в нескольких кинофильмах, среди которых выделяются «Скала» (турист; 1996), «Угнать за 60 секунд» (интерн #2; 2000), «Кот в мешке» (водитель такси; 2002), «Иллюзион» (Кей; 2004), «Клерки 2» (любитель хоббитов; 2006), «Привет, Джули!» (Дэниел Бэйкер; 2010), «Нарушая правила» (Гил; 2012) и другие.

## Личная жизнь
В 2005 году Уайзман женился на дошкольной учительнице Джоди Танович на еврейской церемонии бракосочетания. Их дочь Майя Роуз родилась 31 марта 2006 года в Лос-Анджелесе, а сын Элай Сэмюель появился на свет 11 февраля 2008 года.